# Morderstwo w zaułku (opowiadanie)
Morderstwo w zaułku (ang. Murder in the Mews) – opowiadanie Agaty Christie wydane w tomiku pod tym samym tytułem. Zagadkę kryminalną rozwiązują nadinspektor Japp i Herkules Poirot.

## Fabuła
Akcja rozpoczyna się podczas spaceru Poirot i Jappa w dniu Guya Fawkesa, kiedy to tradycją są pokazy ogni sztucznych i fajerwerków. Sytuacja nasunęła refleksję nadinspektorowi, iż taka noc idealna jest do popełnienia morderstwa strzałem z pistoletu. Następnego dnia okazało się, że było to „prorocze” skojarzenie – w okolicy, którą spacerowali – w zaułku Bardsley Gardens – padł śmiertelny strzał. Zmarłą okazała się Barbara Allen, dzieląca mieszkanie z przyjaciółką – Jane Plenderleith. Po oględzinach miejsca zbrodni, początkowe – oczywiste – przypuszczenia, że było to samobójstwo, rozwiały się. Dla Herkulesa Poirota sprawa miała zbyt wiele niejasności. Rozmowa z panną Plenderleith i podane przez nią nowe fakty, kazały przypuszczać, że jednak było to morderstwo.